# ムシャッタ宮殿

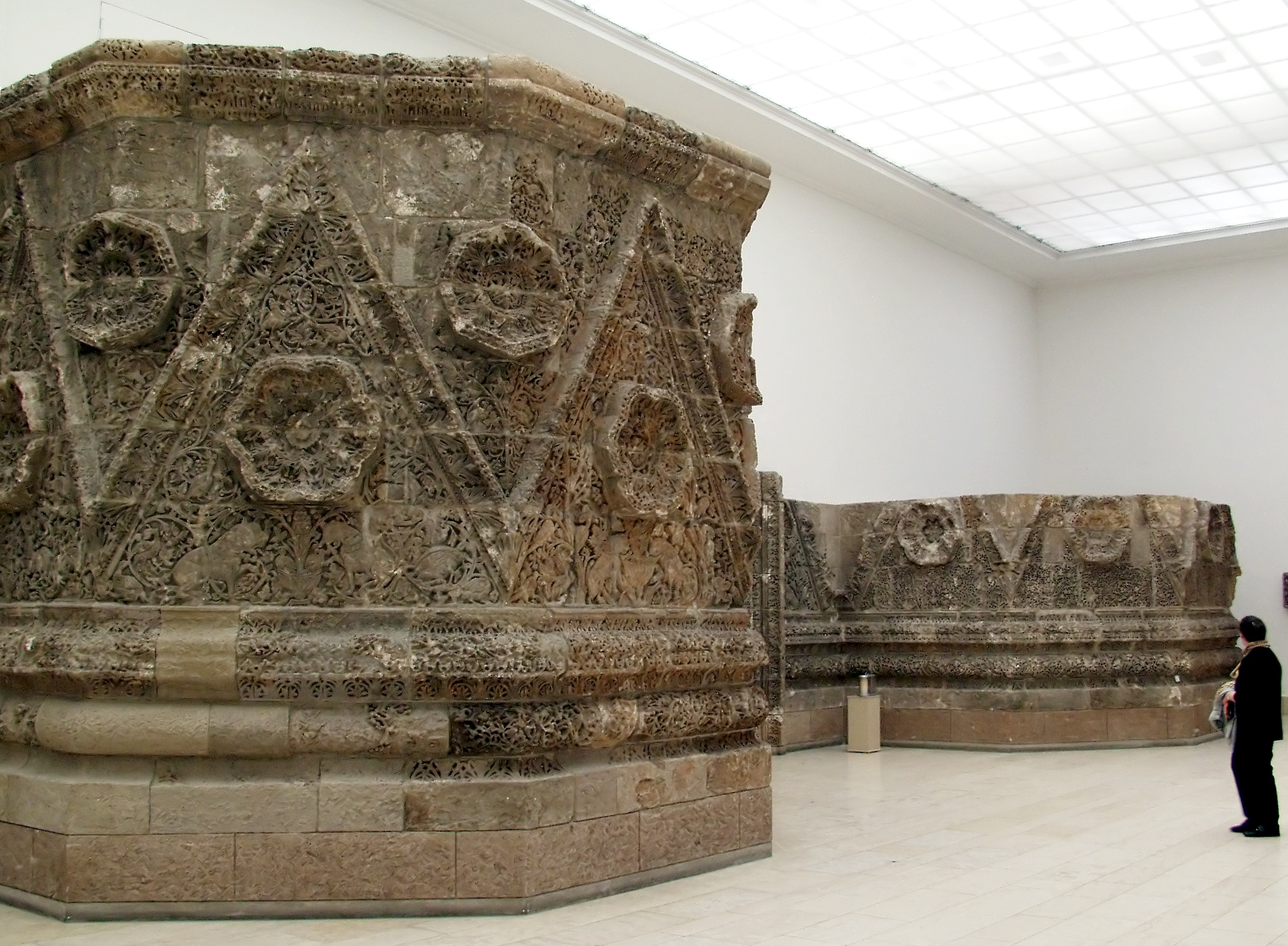
ペルガモン博物館に展示してあるムシャッタ宮殿の一部

ムシャッタ宮殿 (Mshatta facade) は現在のヨルダンに存在したウマイヤ朝時代の宮殿。ウマイヤ朝が滅亡した750年には未完成だったとされ、ウマイヤ朝が滅亡されるとともに建設工事は中断され、宮殿は放棄された。あまりにも壮大で豪華な宮殿であったため、ウマイヤ朝衰退の一因になったと言われる。
華麗な宮殿の装飾は剥がされてヨルダン国外に持ち出されており、ベルリンのペルガモン博物館にこの宮殿の入り口部分が再建されている。